# Phacelia verna
Phacelia verna är en strävbladig växtart som beskrevs av Howell. Phacelia verna ingår i Faceliasläktet som ingår i familjen strävbladiga växter. Inga underarter finns listade i Catalogue of Life.